# Vårdnäs landskommun
Vårdnäs landskommun var en tidigare kommun i Östergötlands län.

## Administrativ historik
Den 1 januari 1863, när kommunalförordningarna började tillämpas, skapades över hela riket cirka 2 500 kommuner, varav 89 städer, 8 köpingar och resten landskommuner. Då inrättades i Vårdnäs socken i Kinda härad i Östergötland denna kommun.
År 1952 genomfördes den första av 1900-talets två genomgripande kommunreformer i Sverige. Då bildade Vårdnäs "storkommun" genom sammanläggning med de tidigare kommunerna Skeda och Vist.
Kommunen upphörde år 1971 för att ingå i Linköpings kommun.
Kommunkoden 1952–70 var 0519

### Kyrklig tillhörighet
I kyrkligt hänseende tillhörde kommunen Vårdnäs församling. Den 1 januari 1952 tillkom församlingarna Skeda och Vist.

## Geografi
Vårdnäs landskommun omfattade den 1 januari 1952 en areal av 280,28 km², varav 252,14 km² land.

### Tätorter i kommunen 1960
I Vårdnäs landskommun fanns tätorten Vist, som hade 290 invånare den 1 november 1960. Tätortsgraden i kommunen var då 8,2 procent.

## Politik

### Mandatfördelning i valen 1950–66
| 15 | 11 | 5 | 4 |

| 34 |

| 14 | 10 | 6 | 5 |

| 33 |

| 13 | 11 | 5 | 6 |

| 33 |

| 14 | 11 | 5 | 5 |

| 33 |

| 12 | 11 | 5 | 2 | 5 |

| 32 |